# Петрівецький заказник
Петріве́цький зака́зник — лісовий заказник загальнодержавного значення в Україні. Розташований на південному заході Глибоцького району Чернівецької області, на південь від села Корчівці. 
Площа 170 га. Статус присвоєно згідно з Постановою Ради Міністрів УРСР від 12.12.1983 року № 495. Перебуває у віданні ДП «Сторожинецький лісгосп» (Верхньопетрівецьке лісництво, кв. 55, 67). 
Охороняється лісове урочище, представлене природними дубово-ялицевими та буково-дубово-ялицевими лісами, що утворювали колись у Серетському передгір'ї Буковини суцільну смугу. У домішку граб, клен, ялина, липа; у підліску — ліщина і свидина. З рідкісних видів рослин, занесених до Червоної книги України, трапляються гніздівка звичайна та зозулині сльози яйцеподібні. Тваринний світ характерний для Передкарпаття — олень благородний, сарна європейська, кабан дикий, лисиця звичайна, куниця лісова тощо. 
Заказник має значення генетичного резервату еталонних насаджень.